# Antonina od św. Tymoteusza Gosens Saez de Ibarra
Antonia Gosens Saez de Ibarra de San Timoteo (ur. 17 stycznia 1870, zm. 24 listopada 1936) – hiszpańska błogosławiona Kościoła katolickiego.
Pochodziła z religijnej rodziny gdy poczuła powołanie do życia zakonnego wstąpiła do zgromadzenia karmelitanek miłosierdzia. W czasie wojny domowej w Hiszpanii została zamordowana. Miała 66 lat.
Beatyfikował ją w grupie Józef Aparicio Sanz i 232 towarzyszy papież Jan Paweł II w dniu 11 marca 2001 roku.